# الاختلال الوظيفي التنفيذي
في علم النفس والعلوم العصبية الاختلال الوظيفي التنفيذي أو عجز الوظيفة التنفيذية هو إعاقة فاعلية الوظائف التنفيذية، وهي مجموعة من العمليات الإدراكية التي تنظم، وتسيطر، وتضبط الوظائف التنفيذية الأخرى. يمكن أن يشير الاختلال الوظيفي التنفيذي إلى كُل من العجز العصبي الإدراكي والأعراض السلوكية. يسبب الاختلال الوظيفي التنفيذي العديد من الأمراض النفسية والاضطراب النفسي، بالإضافة إلى تغيرات طويلة الأجل وقصيرة الأجل في السيطرة التنفيذية السريرية.
يختلف الاختلال الوظيفي التنفيذي عن متلازمة الخلل في الأداء، وهي نمط آخر من الخلل في الوظائف التنفيذية، مثل الخلل في التخطيط، والتفكير المجرد، والمرونة الإدراكية، ومراقبة السلوك. تحصل هذه المجموعة من الأعراض عادةً بسبب  تلف في الدماغ، وتميل هذه الأعراض إلى أن تحدث معًا.

## لمحة عامة
الوظائف التنفيذية هي مفهوم نظري تمثل مجال من العمليات الإدراكية التي تنظم، وتسيطر، وتدير العمليات الإدراكية. لا يوجد للوظائف التنفيذية مفهوم وحدوي بل وصف عام لمجموعة من العمليات المشاركة في مجالات معينة من السيطرة المعرفية والسلوكية. إن العمليات التنفيذية أساسية لمراكز الدماغ العليا، وبشكل خاص في مجالات تكوين الهدف، والتخطيط، وعملية توجيه الهدف، ومراقبة النفس، والانتباه، وتثبيط الاستجابة، وتنسيق الإدراك المعقد والتحكم الحركي لأداء فعال. لوحظ أن عجز الوظائف التنفيذية في مجموعة من الأشخاص موجودة بدرجات متفاوتة، لكن يمكن أن يكون للاختلال الوظيفي التنفيذي الشديد آثار مدمرة  على الإدراك والسلوك على الصعيدين الشخصي والاجتماعي.

## الأسباب
إن أسباب الاختلال الوظيفي التنفيذي مُتَغايِرة المنشأ، إذ العمليات العصبية الإدراكية مشتركة في النظام التنفيذي ويمكن أن تُكشف عن طريق العديد من العوامل الوراثية والبيئية. يلعب التعلم وتطوير الذاكرة طويلة الأمد دورًا  في خطورة الاختلال الوظيفي التنفيذي من خلال التفاعل الحيوي مع الخصائص العصبية. تقترح دراسة في علم الأعصاب الإدراكي أن الوظائف التنفيذية موزعة على نطاق واسع في مختلف أنحاء الدماغ، رغم عزل بعض المناطق كمساهم أساسي. دُرس الاختلال الوظيفي التنفيذي بشكل واسع في علم النفس العصبي السريري أيضًا، سامحًا للروابط بأن تضيق بين أعراض خلل الأداء والروابط العصبية.
تندمج العمليات التنفيذية مع قدرات الذاكرة الاسترجاعية من أجل السيطرة الإدراكية، تُخزن معلومات الهدف/المهمة في الذاكرتين طويلة الأمد وقصيرة الأمد، ويتطلب الأداء الفعال تخزين واسترجاع فعال لهذه المعلومات.

### الفِيزيولُوجيا العصبِيَّة
كما ذُكر سابقًا، لا يوجد للوظائف التنفيذية مفهوم وحدوي. اجُّريت العديد من الدراسات في محاولة لتحديد المناطق الدقيقة للدماغ التي تؤدي إلى الاختلال الوظيفي التنفيذي، ما أدى إلى إنتاج كمية هائلة من المعلومات المتعارضة التي تشير إلى توزيع متضارب وواسع لهذه الوظائف. هناك فرضية مشتركة تقول إن خلل عمليات السيطرة التنفيذية ترتبط بالأمراض في مناطق القشرة أمام الجبهية الدماغية. يُدعم هذا إلى حد ما من قبل الدراسات الأولية في التنشيط قبل الجبهيّ والتواصل بين القشرة أمام الجبهية والمناطق الأخرى المرتبطة بالوظائف التنفيذية مثل العقد القاعدية والمخيخ.
تُنسب حالات العجز في معظم حالات الاختلال الوظيفي التنفيذي إلى تلف الفص الجبهي أو الخلل الوظيفي، أو خلل في الاتصال تحت القشرة الأمامية. أكد التصوير العصبي مع التصوير المقطعي بالإصدار البوزيتروني والتصوير بالرنين المغناطيسي الوظيفي العلاقة بين الوظائف التنفيذية والمرضيات الأمامية الوظيفية. اقترحت دراسة التصوير العصبي أن بعض العناصر الوظيفية لا تتوضع بشكل منفصل في المنطقة أمام الجبهية.

### المورثات
جرى التعرف على مورثات معينة ذات صلة واضحة بالاختلال الوظيفي التنفيذي وتابعة لعلم النفس المرضي. استنادًا إلى فريدمان وآخرون (2008)، إن الوروثِيَّة للوظائف التنفيذية هي الأعلى بين السمات النفسية. أظهر المورث دوبامين المستقبل دي 4 مع تعدد الأشكال آر 7 صلته بشكل قوي مع أسلوب الاستجابة السريعة في الاختبارات النفسية للاختلال الوظيفي التنفيذي، وبالأخص في اختبار اضطراب نقص الانتباه مع فرط النشاط السريري.

## الاختبار والقياس
هناك عدة تدابير يمكن استخدامها لتقييم القدرات التنفيذية للفرد. ورغم إمكانية أي مدرب غير مهني يعمل خارج إطار مؤسسي من تأدية العديد من هذه التدابير بصورة قانونية وكفاءة، فإدارة الاختبار من قبل أحد المهنيين المدربين في إطار موحد ستحقق نتائج أكثر دقة.

### اختبار رسم الساعة
إن اختبار رسم الساعة هو واجب معرفي قصير يمكن أن يستخدمه الأطباء في حال الشك بوجود خلل عصبي متعلق بالتاريخ والفحص البدني، ومن السهل تدريب موظف غير محترف على إدارة اختبار رسم الساعة. ومن ثم، فهذا اختبار يمكن بسهولة تولي أمره في الحالات التعليمية ولكبار السن ويمكن استخدامها في القياس التمهيدي لتحديد احتمالية حدوث العجز. بالإضافة إلى هذا، لا تُعد الاختلافات بين الأجيال، والتعليم، والثقافة ذات تأثير على  منفعة اختبار رسم الساعة.
بدء أسلوب اختبار رسم الساعة بتوجيه المشارك برسم ساعة قراءة للوقت المحدد (عمومًا 11:20). بعد اكتمال المهمة، يرسم مسؤول الاختبار ساعة مع تعيين الساعة على نفس الوقت المحدد. وبعدها يُطلب من المريض رسم الذي رآه. يُصنف الخلل في رسم الساعة إلى الفئات التالية: حالات الإغفال، الاجتهاد، عمليات التناوب، سوء المواضع، الانحراف، والاستبدالات، والإضافات. خلال هذا النشاط يُركز على تسجيل هذه التدابير: الذاكرة، والتركيز، والبدء  والطاقة، والوضوح العقلي والتردد. الذين يعانون من العجز في الأداء التنفيذي غالبًا ما يخطئون في الساعة الأولى ليس في الساعة الثانية. وبعبارة أخرى، لن يتمكن المرضى من إنشاء مثال خاص بهم، لكنهم سيظهرون الكفاءة في مهمة النسخ.

### اختبار ستروب
يشار إلى الآلية المعرفية التي تنطوي عليها مهمة ستروب باسم الانتباه الموجه. تتطلب مهمة ستروب من الفرد المشاركة في عمليات مثل إدارة الانتباه والسرعة والدقة في قراءة الكلمات والألوان، والتثبيط للمنبهات المتنافسة، والسماح بإجراء تقييم لها. المحفز هو كلمة ملونة مطبوعة بلون مختلف عن ما قرأته للكلمة المكتوبة. على سبيل المثال، تكتب الكلمة «أحمر» بخط أزرق. يجب تصنيف اللون الذي تظهر فيه/تُطبع فيه الكلمة شفهياً، مع تجاهل المعلومات التي توفرها الكلمة المكتوبة. بحسب المثال المذكور أعلاه، سيتطلب ذلك من المشارك أن يقول «الأزرق» عندما يعرض مع الحافز. على الرغم من أن غالبية الناس سيظهرون  بعض التباطؤ عند إعطاء نص غير متوافق بالمقارنة مع لون الخط، ويعد هذا أكثر حدة في الأفراد الذين يعانون من العجز في تثبيط. تستفيد مهمة ستروب من حقيقة أن معظم البشر بارعون في قراءة الكلمات الملونة لدرجة أنه من الصعب للغاية تجاهل هذه المعلومات، وبدلاً من ذلك، يتعرفون على اللون الذي طبعت به الكلمة. إن مهمة ستروب هي تقييم الحيوية والمرونة في الانتباه. تميل الاختلافات الأكثر حداثة لمهمة ستروب إلى أن تكون أكثر صعوبة وغالبًا ما تحاول الحد من حساسية الاختبار.